# 新州路
新州路，元至元十六年（1279年）升新州置，治新兴县（今属广东）。属江西等处行中书省。辖境相当今广东省新兴县一带。十九年复降为新州。